# 勒菲耶夫索万
勒菲耶夫索万（法語：Le Fief-Sauvin，法語發音：[lə fjɛf sovɛ̃] ⓘ）是法国曼恩-卢瓦尔省的一个旧市镇，属于绍莱区。2015年12月15日，勒菲耶夫索万和相邻的10个市镇合并为新市镇埃夫尔河畔蒙特勒沃（Montrevault-sur-Èvre）。

## 地理
勒菲耶夫索万（47°13'16"N, 1°2'30"W）面积30.29 平方千米，位于法国卢瓦尔河地区大区曼恩-卢瓦尔省，该省份为法国西部内陆省份，大致对应安茹地区，北起顺时针与马耶讷省、萨尔特省、安德尔-卢瓦尔省、维埃纳省、德塞夫勒省、旺代省、大西洋卢瓦尔省和伊勒-维莱讷省接壤。
与勒菲耶夫索万接壤的市镇（或旧市镇、城区）包括：莫日地区博普雷欧、拉沙佩勒迪热内、热斯泰、埃夫尔河畔蒙特勒沃、勒皮塞-多雷、圣皮埃尔蒙利马尔、莫日地区圣雷米、维勒迪约-拉布卢埃尔。
勒菲耶夫索万的时区为UTC+01:00、UTC+02:00（夏令时）。

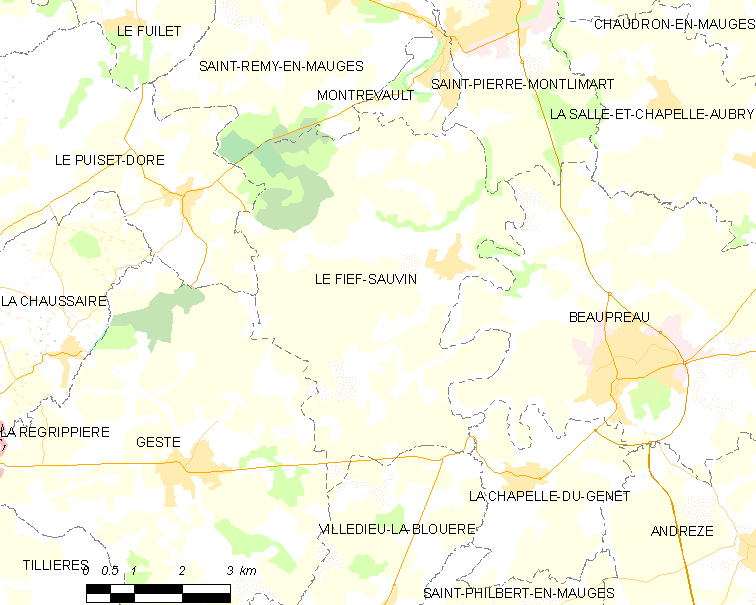
勒菲耶夫索万的OSM定位图

## 行政
勒菲耶夫索万的邮政编码为49600，INSEE市镇编码为49137。

## 政治
勒菲耶夫索万所属的省级选区为莫日地区博普雷欧县。

## 人口

1962-2008年间勒菲耶夫索万人口变化图示

勒菲耶夫索万于2018年1月1日时的人口数量为1671人。